# Basilissopsis
Basilissopsis is een geslacht van slakken uit de familie van de Seguenziidae.
De wetenschappelijke naam van het geslacht werd voor het eerst geldig gepubliceerd door Philippe Dautzenberg en Henri Fischer in 1897.

## Indeling
Ze richtten het geslacht op voor een nieuwe soort, Basilissopsis watsoni, ontdekt bij de Azoren in 1888 op een expeditie van het onderzoeksschip Hirondelle van Albert I van Monaco. De schelp had een oppervlakkige gelijkenis met die van Basilissa oxytropis Watson, 1879 maar vertoonde niet al de kenmerken van het geslacht Basilissa en daarom werd ze in een nieuw geslacht ingedeeld (overigens is Basilissa oxytropis later bij Basilissopsis ingedeeld).

## Soorten
- Basilissopsis bassa Lima, Christoffersen & Villacampa, 2014
- Basilissopsis charcoti B. A. Marshall, 1991
- Basilissopsis hakuhoae Kurihara & Ohta, 2008
- Basilissopsis oxytropis (Watson, 1879)
- Basilissopsis regina (B. A. Marshall, 1983)
- Basilissopsis rhyssa (Dall, 1927)
- Basilissopsis watsoni Dautzenberg & H. Fischer, 1897